# Koposov II
كوبوسوف II هو عنقود نجمي كروي صغير وخافت للغاية من القدر 17.60 يقع في هالة مجرة درب التبانة ويبعد عن الأرض 113.1 الف سنة ضوئية(34.7 ألف فرسخ فلكي) في اتجاه كوكبة التوأمان.

## الاكتشاف
تم اكتشاف كوبوسوف II جنبا إلى جنب مع العنقود المغلق كوبوسوف I في بيانات الإصدار الخامس لمسح سلووان الرقمي للسماء من قبل سيرجي كوبوسوف وآخرون عام 2007 وتم تأكيد هذا الاكتشاف في مرصد كالار ألتو. يقدر قطر العنقود بحوالي 9.8 سنة ضوئية وتبدو نجوم العنقود قديمة وذات ضياء منخفض للغاية. ولقد وصف كوبوسوف II و كوبوسوف I من قبل المكتشفين على أنهما «أقل العناقيد ضياء التي تدور حول درب التبانة»، جنبا إلى جنب مع AM 4 وبالومار 1 وويتينغ 1.